# Йежи Дудек
Йѐжи Хѐнрик Ду̀дек (на полски: Jerzy Henryk Dudek) е бивш полски футболист.

## Спортна кариера
През 2001 преминава в Ливърпул от Фейенорд. С колебливите си намеси и често допускани грешки той става център на вниманието на медиите, които непрестанно го обвиняват за слабото му представяне и получава критики от мнозина от фенове на „червените“.
На 25 май 2005 година във финала за КЕШ срещу Милан той се превръща в герой за Ливърпул, след като отбора губи с 3:0 на почивката и през второто полувреме връща 3 гола за 6 минути. Йежи Дудек блесва при спасяване на два удара в невероятна близост на украинския голмайстор на Милан Андрий Шевченко в края на второто продължение. По време на дузпите той повтаря „танците“ по гол-линията на Брус Гробелар (бивш вратар на Ливърпул) от Рим '84. Дудек спасява 2 дузпи — на Андреа Пирло и решителната последна на Андрий Шевченко. През сезон 2006/2007 Дудек е повече резерва. Йежи обявява, че се чувства като роб в Ливърпул и решава да напусне отбора. Не след дълго Реал Мадрид предлагат договор на поляка за два сезона като резерва на Икер Касиляс и той слага подписа си на договор според който ще взима 1,5 милиона на сезон.